# Ĵ
Ĵ ، ĵ یا J ِ هشتک‌دار یکی از حروف الفبای اسپرانتو بوده و نشان‌دهندهٔ آوای [ʒ] (ژ) می‌باشد. Ĵ چهاردهمین حرف از الفبای اسپرانتو است.
استفاده از Ĵ در اسپرانتو ملهم از حرف J در زبان فرانسوی است که صدای ژ می‌دهد. در هنگان فراهم نبودن فونت لازم برای نگارش این حرف، به جای آن از JH یا JX بهره می‌برند.

## دیگرکاربردها
گاه در ریاضیات برای نشان دادن بردار واحد از Ĵ استفاده‌می‌کنند.

## منبع
Wikipedia contributors, "Ĵ," Wikipedia, The Free Encyclopedia, http://en.wikipedia.org/w/index.php?title=%C4%B4&oldid=613054984 (accessed July 8, 2014).